# Михайлов, Михаил Григорьевич
Михаил Григорьевич Михайлов (8 [21] ноября 1908, Куровицы, Санкт-Петербургская губерния — не ранее 1965, там же) — советский хозяйственный деятель, Герой Социалистического Труда.

## Биография
Родился в 1908 году в деревне Куровицы (ныне — в Гатчинском районе Ленинградской области). Окончив 4 класса сельской школы, работал в хозяйстве отца.
В 1930—1932 годы служил в эскадроне связи кавалерийской бригады. После демобилизации работал в колхозе.
В 1939—1940 годы участвовал в советско-финской войне. С июня 1941 года — в боях Великой Отечественной войны: служил в 409-й отдельной роте связи (штаб Ленинградского фронта), в 8-м отдельном полку правительственной связи (2-й Украинский фронт). Демобилизован в ноябре 1945 года.
Заведовал клубом в Куровицах; член ВКП(б) с 1947 года. С 1948 года — звеньевой полеводческого звена в колхозе имени Кирова Гатчинского района Ленинградской области; за получение высоких урожаев ржи удостоен звания Героя Социалистического Труда с вручением ордена Ленина и золотой медали «Серп и Молот».
В 1954 году по состоянию здоровья вышел на пенсию; до 1965 года работал лесником в колхозе имени «Память Ильича».
Депутат (от Ленинградской области) Совета Союза Верховного Совета СССР 3-го созыва (1950—1954).
Умер в деревне Куровицы.